# Новинки (Калининградская область)
Новинки (до 1938 — Кёгштен (нем. Kögsten), до 1946 — Михельфельде (нем. Michelfelde)) — посёлок в Краснознаменском муниципальном округе Калининградской области России.

## Топоним
Населённый пункт назывался Кегштен до 1946 года.

## География
Находится в северо-восточной части Калининградской области, в зоне хвойно-широколиственных лесов, в пределах Шешупе-Инстручской равнины, вблизи реки Веснянка.

### Климат
Климат характеризуется как переходный от морского к умеренно континентальному. Среднегодовая температура воздуха — 8,3 °C. Средняя температура воздуха самого холодного месяца (января) — −0,9 °C; самого тёплого месяца (июля) — 18,5 °C. Годовое количество атмосферных осадков — 883 мм, из которых 586 мм выпадает в период с апреля по октябрь.

## История
В период с 2008 по 2016 годы Новинки входили в состав Весновского сельского поселения Краснознаменского района, с 2016 по 2022 годы — в состав Краснознаменского городского округа.

## Население
| 1867 | 1885 | 1910 | 1933 | 1939 | 2002 | 2010 |
| ---- | ---- | ---- | ---- | ---- | ---- | ---- |
| 230  | ↘203 | ↘179 | ↘167 | ↘143 | ↘42  | ↘35  |

## Инфраструктура
Личное подсобное хозяйство с зоной сельскохозяйственного использования, индивидуальная застройка усадебного типа.

## Транспорт
Просёлочные дороги.